# سیارک ۲۹۰۹
سیارک ۲۹۰۹ (به انگلیسی: 2909 Hoshi-no-ie، نامگذاری:1983JA) دو هزار و نهصد و نهمین سیارک کشف شده‌است که در ۹ مه ۱۹۸۳ کشف شد.
قدر مطلق سیارک برابر ۱۰٫۹۰ است.